# Чиболо
Чиболо (ісп. Chibolo), також відоме як Чиволо — місто та муніципалітет на півночі Колумбії, на території департаменту Маґдалена.

## Історія
Поселення, з якого пізніше виросло місто було засноване 1820 року. Муніципалітет Чиболо був виділений в окрему адміністративну одиницю 1974 року.

## Географія

Муніципалітет Чиболо

Місто розташоване в західній частині департаменту, на схід від річки Магдалена, на відстані приблизно 138 кілометрів на південний-захід (SSW) від Санта-Марти, адміністративного центру департаменту Маґдалена. Абсолютна висота — 122 метри над рівнем моря.
Муніципалітет Чиболо на півночі межує з територіями муніципалітетів Ель-Піньйон і Півіхай, на сході — з муніципалітетом Сабанас-де-Сан-Анґель, на південному сході — з муніципалітетом Плато, на південному заході — з муніципалітетом Тенерифе, на заході — з муніципалітетом Сапаян. Площа муніципалітету складає 619 км².

## Населення
За даними Національного адміністративного департаменту статистики Колумбії, сукупна чисельність населення міста та муніципалітету 2015 року становила 15 960 осіб.
Динаміка чисельності населення муніципалітету за роками:
| 2005   | 2006   | 2007   | 2008   | 2009   | 2010   | 2011   | 2012   | 2013   | 2014   | 2015   |
| ------ | ------ | ------ | ------ | ------ | ------ | ------ | ------ | ------ | ------ | ------ |
| 16 447 | 16 397 | 16 346 | 16 294 | 16 240 | 16 193 | 16 148 | 16 105 | 16 047 | 16 002 | 15 960 |

Згідно з даними перепису 2005 року чоловіки становили 53,8 % від населення Чиболо, жінки — відповідно 46,2 %. У расовому відношенні білі і метиси становили 97,8 % від населення міста; негри, мулати і райсальці — 2,2 %.
Рівень грамотності серед всього населення становив 78,8 %.

## Економіка
Основу економіки Чиболо складає сільськогосподарське виробництво.
70,7 % від загального числа міських і муніципальних підприємств складають підприємства торговельної сфери, 22,4 % — підприємства сфери обслуговування, 6,9 % — промислові підприємства.